# Liste der Mitglieder des Senats im 18. Kongress der Vereinigten Staaten
Die Senatoren im 18. Kongress der Vereinigten Staaten wurden zu einem Drittel 1822 und 1823 neu gewählt. Vor der Verabschiedung des 17. Zusatzartikels 1913 wurde der Senat nicht direkt gewählt, sondern die Senatoren wurden von den Parlamenten der Bundesstaaten bestimmt. Jeder Staat wählt zwei Senatoren, die unterschiedlichen Klassen angehören. Die Amtszeit beträgt sechs Jahre, alle zwei Jahre wird für die Sitze einer der drei Klassen gewählt. Zwei Drittel des Senats besteht daher aus Senatoren, deren Amtszeit noch andauert.
Die Amtszeit des 18. Kongresses ging vom 4. März 1823 bis zum 3. März 1825. Seine erste Tagungsperiode fand vom 1. Dezember 1823 bis zum 27. Mai 1824 in Washington, D.C. statt, die zweite Periode vom 6. Dezember 1824 bis zum 3. März 1825.

## Zusammensetzung und Veränderungen
Im 17. Kongress saßen am Ende seiner Amtszeit 43 Republikaner (heute meist Demokratisch-Republikanische Partei genannt) und vier Föderalisten, ein Sitz von Delaware war vakant. Samuel L. Southard aus New Jersey trat zum Ende des 17. Kongress zurück, das Parlament von Delaware besetzte keinen der beiden Senatssitze, ansonsten brachte die Wahl keine Veränderungen, so dass die Mehrheit der Republikaner bei 42 gegen drei Föderalisten lag, drei Sitze waren vakant. Bis Januar 1824 fanden Nachwahlen für die vakanten Sitze statt, anschließend waren 43 Republikaner und fünf Föderalisten im Senat.
Bei der Präsidentschaftswahl 1824 stellten die Föderalisten keinen Kandidaten auf, die Republikaner jedoch vier, von denen keiner eine Mehrheit der Wahlmännerstimmen erreichte. Die drei führenden Kandidaten, Andrew Jackson, John Quincy Adams und William Harris Crawford mussten sich daher der Abstimmung im Repräsentantenhaus stellen. Die Republikaner zerfielen in der Folge in Faktionen. Mit 20 Senatoren war die Faktion Crawfords am größten, 12 Senatoren, einer davon er selbst, bildeten die Faktion von Jackson, 11 bisherige Republikaner sowie die fünf Föderalisten unterstützten Adams.

## Spezielle Funktionen
Nach der Verfassung der Vereinigten Staaten ist der Vizepräsident der Vorsitzende des Senats, ohne ihm selbst anzugehören. Bei Stimmengleichheit gibt seine Stimme den Ausschlag. Während des 18. Kongresses war Daniel D. Tompkins Vizepräsident. Im Gegensatz zur heutigen Praxis leitete der Vizepräsident bis ins späte 19. Jahrhundert tatsächlich die Senatssitzungen. Ein Senator wurde zum Präsidenten pro tempore gewählt, der bei Abwesenheit des Vizepräsidenten den Vorsitz übernahm. Vom 4. März bis zum 30. November 1823 war weiter der vom 17. Kongress gewählte John Gaillard Präsident pro tempore, er übte das Amt weiter aus vom 1. Dezember 1823 bis zum 20. Januar 1824 sowie vom 21. Mai 1824 bis zum Ende des Kongresses am 3. März 1825.

## Liste der Senatoren
Unter Partei ist vermerkt, ob ein Senator der Föderalistischen Partei oder der Republikanischen Partei zugerechnet wird, in Klammern ist jeweils die Faktion angegeben, der der Senator während der Präsidentschaftswahl 1824 zugerechnet wird. Dabei steht J für die Anhänger von Andrew Jackson, C für die Anhänger von William Harris Crawford und A für die Anhänger von John Quincy Adams und Henry Clay. Unter Staat sind die Listen der Senatoren des jeweiligen Staats verlinkt. Die reguläre Amtszeit richtet sich nach der Senatsklasse: Senatoren der Klasse I waren bis zum 3. März 1827 gewählt, die der Klasse II bis zum 3. März 1829 und die der Klasse III bis zum 3. März 1825. Das Datum gibt an, wann der entsprechende Senator in den Senat aufgenommen wurde, eventuelle frühere Amtszeiten nicht berücksichtigt. Unter Sen. steht die fortlaufende Nummer der Senatoren in chronologischer Ordnung, je niedriger diese ist, umso größer ist in der Regel die Seniorität des Senators. Die Tabelle ist mit den Pfeiltasten sortierbar.
| Senator                   | Partei           | Staat          | Klasse | Datum         | Sen. | Anmerkung                                                       |
| ------------------------- | ---------------- | -------------- | ------ | ------------- | ---- | --------------------------------------------------------------- |
| William R. King           | Republikaner (J) | Alabama        | II     | 14. Dez. 1819 | 232  |                                                                 |
| William Kelly             | Republikaner (J) | Alabama        | III    | 12. Dez. 1822 | 252  |                                                                 |
| Elijah Boardman           | Republikaner (J) | Connecticut    | I      | 4. März 1821  | 242  | starb am 18. August 1823                                        |
| Henry W. Edwards          | Republikaner (J) | Connecticut    | I      | 8. Okt. 1823  | 256  | ernannt und gewählt als Nachfolger von Boardman                 |
| James Lanman              | Republikaner (C) | Connecticut    | III    | 4. März 1819  | 224  |                                                                 |
| Thomas Clayton            | Föderalist (A)   | Delaware       | I      | 8. Jan. 1824  | 258  |                                                                 |
| Nicholas Van Dyke         | Föderalist (A)   | Delaware       | II     | 4. März 1817  | 211  |                                                                 |
| Nicholas Ware             | Republikaner (C) | Georgia        | II     | 10. Nov. 1821 | 248  | starb am 7. September 1824                                      |
| Thomas W. Cobb            | Republikaner (C) | Georgia        | II     | 4. Nov. 1824  | 260  | gewählt als Nachfolger von Ware                                 |
| John Elliott              | Republikaner (C) | Georgia        | III    | 4. März 1819  | 223  |                                                                 |
| Jesse B. Thomas           | Republikaner (C) | Illinois       | II     | 3. Dez. 1818  | 221  |                                                                 |
| Ninian Edwards            | Republikaner (A) | Illinois       | III    | 3. Dez. 1818  | 222  | trat am 4. März 1824 zurück                                     |
| John McLean               | Republikaner (C) | Illinois       | III    | 23. Nov. 1824 | 262  | gewählt als Nachfolger von Edwards                              |
| James Noble               | Republikaner (C) | Indiana        | I      | 11. Dez. 1816 | 201  |                                                                 |
| Waller Taylor             | Republikaner (A) | Indiana        | III    | 11. Dez. 1816 | 202  |                                                                 |
| Richard Mentor Johnson    | Republikaner (J) | Kentucky       | II     | 10. Dez. 1819 | 230  |                                                                 |
| Isham Talbot              | Republikaner (A) | Kentucky       | III    | 19. Okt. 1820 | 188  | früher im 13. bis 15. Kongress                                  |
| Henry Johnson             | Republikaner (A) | Louisiana      | II     | 12. Jan. 1818 | 216  | trat am 27. Mai 1824 zurück                                     |
| Charles D. J. Bouligny    | Republikaner (A) | Louisiana      | II     | 19. Nov. 1824 | 261  | gewählt als Nachfolger von Johnson                              |
| James Brown               | Republikaner (A) | Louisiana      | III    | 4. März 1819  | 168  | trat am 10. Dezember 1823 zurück früher im 12. bis 14. Kongress |
| Josiah S. Johnston        | Republikaner (A) | Louisiana      | III    | 15. Jan. 1824 | 259  | gewählt als Nachfolger von Brown                                |
| John Holmes               | Republikaner (C) | Maine          | I      | 13. Juni 1820 | 237  |                                                                 |
| John Chandler             | Republikaner (C) | Maine          | II     | 14. Juni 1820 | 238  |                                                                 |
| Samuel Smith              | Republikaner (C) | Maryland       | I      | 16. Dez. 1822 | 114  | früher im 8. bis 13. Kongress                                   |
| Edward Lloyd              | Republikaner (C) | Maryland       | III    | 21. Dez. 1819 | 235  |                                                                 |
| Elijah H. Mills           | Föderalist (A)   | Massachusetts  | I      | 12. Juni 1820 | 236  |                                                                 |
| James Lloyd               | Föderalist (A)   | Massachusetts  | II     | 5. Juni 1822  | 144  | früher im 10. bis 13. Kongress                                  |
| David Holmes              | Republikaner (J) | Mississippi    | I      | 30. Aug. 1820 | 239  |                                                                 |
| Thomas Hill Williams      | Republikaner (J) | Mississippi    | II     | 10. Dez. 1817 | 215  |                                                                 |
| Thomas Hart Benton        | Republikaner (J) | Missouri       | I      | 10. Aug. 1821 | 247  |                                                                 |
| David Barton              | Republikaner (A) | Missouri       | III    | 10. Aug. 1821 | 246  |                                                                 |
| Samuel Bell               | Republikaner (A) | New Hampshire  | II     | 4. März 1823  | 253  |                                                                 |
| John Fabyan Parrott       | Republikaner (A) | New Hampshire  | III    | 4. März 1819  | 227  |                                                                 |
| Joseph McIlvaine          | Republikaner (A) | New Jersey     | I      | 12. Nov. 1823 | 257  |                                                                 |
| Mahlon Dickerson          | Republikaner (C) | New Jersey     | II     | 4. März 1817  | 207  |                                                                 |
| Martin Van Buren          | Republikaner (C) | New York       | I      | 4. März 1821  | 245  |                                                                 |
| Rufus King                | Föderalist (A)   | New York       | III    | 4. März 1813  | 022  | früher im 1. bis 4. Kongress                                    |
| John Branch               | Republikaner (C) | North Carolina | II     | 4. März 1823  | 254  |                                                                 |
| Nathaniel Macon           | Republikaner (C) | North Carolina | III    | 5. Dez. 1815  | 193  |                                                                 |
| Benjamin Ruggles          | Republikaner (C) | Ohio           | I      | 4. März 1815  | 189  |                                                                 |
| Ethan Allen Brown         | Republikaner (A) | Ohio           | III    | 3. Jan. 1822  | 250  |                                                                 |
| William Findlay           | Republikaner (J) | Pennsylvania   | I      | 10. Dez. 1821 | 249  |                                                                 |
| Walter Lowrie             | Republikaner (C) | Pennsylvania   | III    | 4. März 1819  | 226  |                                                                 |
| James De Wolf             | Republikaner (C) | Rhode Island   | I      | 4. März 1821  | 243  |                                                                 |
| Nehemiah R. Knight        | Republikaner (C) | Rhode Island   | II     | 9. Jan. 1821  | 240  |                                                                 |
| Robert Young Hayne        | Republikaner (J) | South Carolina | II     | 4. März 1823  | 255  |                                                                 |
| John Gaillard             | Republikaner (C) | South Carolina | III    | 6. Dez. 1804  | 125  | Präsident pro tempore                                           |
| John Henry Eaton          | Republikaner (J) | Tennessee      | I      | 5. Sep. 1818  | 218  |                                                                 |
| Andrew Jackson            | Republikaner (J) | Tennessee      | II     | 4. März 1823  | 071  | früher im 5. Kongress                                           |
| Horatio Seymour           | Republikaner (A) | Vermont        | I      | 4. März 1821  | 244  |                                                                 |
| William A. Palmer         | Republikaner (A) | Vermont        | III    | 20. Okt. 1818 | 219  |                                                                 |
| James Barbour             | Republikaner (C) | Virginia       | I      | 2. Jan. 1815  | 186  |                                                                 |
| John Taylor               | Republikaner (C) | Virginia       | II     | 18. Dez. 1822 | 038  | starb am 21. August 1824 früher im 2., 3. und 8. Kongress       |
| Littleton Waller Tazewell | Republikaner (J) | Virginia       | II     | 7. Dez. 1824  | 263  | gewählt als Nachfolger von Taylor                               |

- Republikaner bezeichnet Angehörige der heute meist als Demokratisch-Republikanische Partei oder Jeffersonian Republicans bezeichneten Partei.[2]